# Traktat z Llívii
Traktat z Llívii (fr. Traité de Llívia, hiszp. Tratado de Llivia) – traktat podpisany 12 listopada 1660 między Miquelem de Salbà i de Vallgornerą, reprezentantem Filipa IV, a biskupem Orange Hyacinte Serronim występującym w imieniu Ludwika XIV. Ustalał on granicę francusko-hiszpańską, przekazując 33 hiszpańskie wsie Francji. Początkowo na terytorium francuskie miała przejść też Llívia, jednak ta nie była wsią (posiadała prawa miejskie od 1528 r.), więc stała się eksklawą hiszpańską na terenie Francji.